# Anthurium martianum
Anthurium martianum là một loài thực vật có hoa trong họ Ráy (Araceae). Loài này được K.Koch & Kolb miêu tả khoa học đầu tiên năm 1868.